# Església de la Mare de Déu dels Desemparats (Benitandús)
L'església de la Mare de Déu dels Desemparats de Benitandús és un temple catòlic situat tot just a l'entrada del poble, a la vora del riu de Veo. Amb la consideració d'ermita, depèn eclesiàsticament de l'església de sant Miquel Arcàngel de l'Alcúdia de Veo, el cap municipal.
Es va construir després de l'expulsió dels moriscos el 1609, i les seues característiques són més modestes que les de la resta d'esglésies de la serra d'Espadà. L'excepció és l'església de la Puríssima Concepció de Xinquer, amb la qual guarda un cert paregut.
Les imatges, aixovar i ornaments d'aquest temple van ser cremats el 12 d'agost de 1936, durant els primers dies de la Guerra Civil espanyola.

## Arquitectura

### Estructura
L'Església presenta una sola sala de planta rectangular, de reduïdes dimensions i sense corredor central, flanquejada a dreta i a esquerra per petits altars d'estil neoclàssic encastats en les parets. Les imatges que els presideixen són també de reduïdes dimensions i, entre d'altres, representen a la Puríssima Concepció, al Jesús de Medinaceli o a santa Apol·lònia, copatrona de Benitandús.
Presideix el temple un altar major del mateix estil, amb un Crist crucificat a la fornícula central i un bust del Crist de Limpias a la part inferior. A la part esquerra d'aquest altar major se situa la imatge de la titular, la Mare de Déu dels Desemparats, sobre una peanya.
El sostre és pla i la decoració pictòrica de l'interior està molt deteriorada.

### Façana principal
La façana és senzilla i està emmarcada per dues pilastres rematades amb motius neoclàssics. Al damunt s'hi ubica l'espadanya, que sembla de factura més moderna. Presenta dos buits per a campanes, tot i que en l'actualitat no n'hi ha cap. Sobre la porta hi ha un òcul, l'única entrada de llum natural al temple, doncs no té vidreres enlloc.

Imatges de l'Església
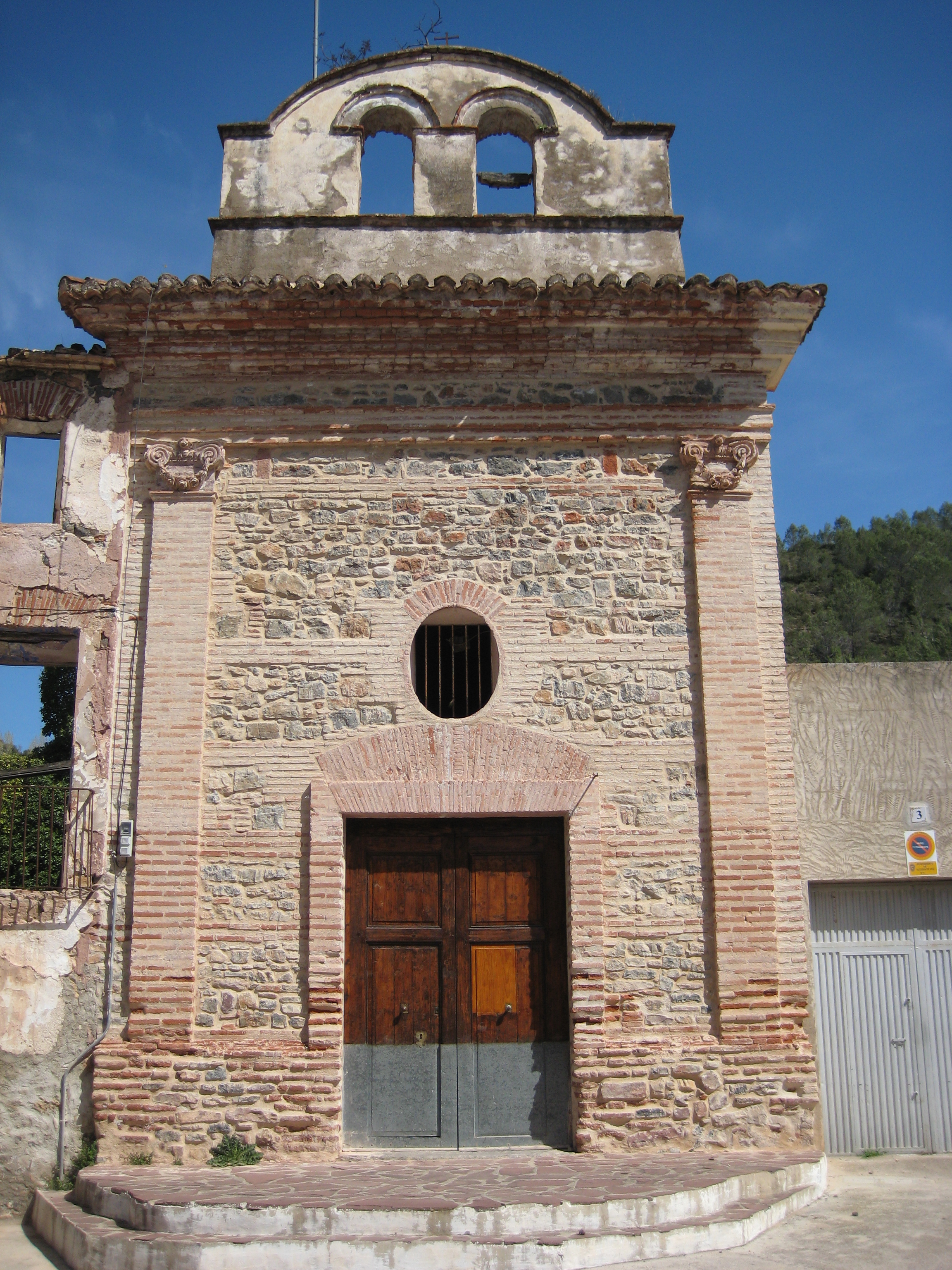
Façana
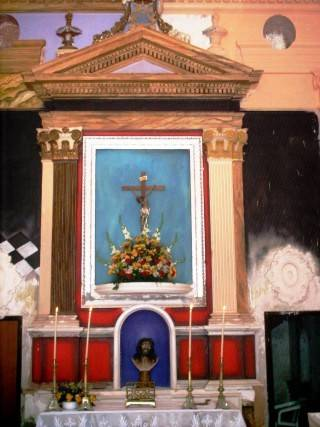
Altar Major
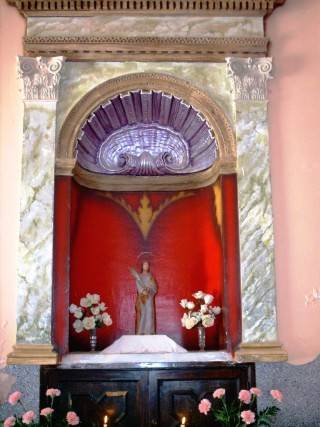
Altar de santa Apol·lònia
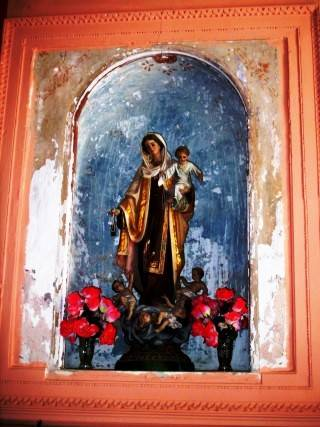
Altar del Carme
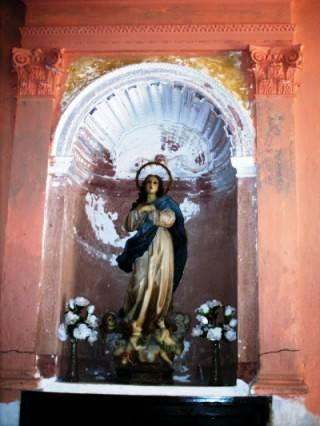
Altar de la Puríssima
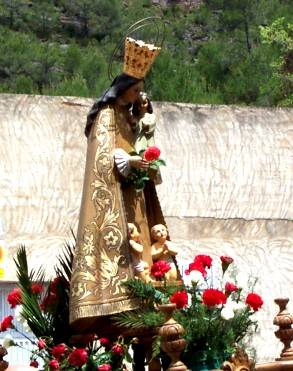
Mare de Déu dels Desemparats